# Trematodon aureus
Trematodon aureus är en bladmossart som beskrevs av C. Müller och Georg Roth 1911. Trematodon aureus ingår i släktet tranmossor, och familjen Bruchiaceae. Inga underarter finns listade i Catalogue of Life.